# Jim Morrison
James Douglas Morrison (sinh ngày 8 tháng 12 năm 1943 tại Melbourne, Florida; mất ngày 3 tháng 7 năm 1971 tại Paris) là ca sĩ, người sáng tác ca khúc, viết nhạc cũng là một nhà thơ người Mỹ. Anh được biết đến nhiều nhất trong vai trò ca sĩ hát chính và sáng tác ca từ của bạn nhạc Rock nổi tiếng của Mĩ là nhóm The Doors, và anh cũng được coi như một trong những người có sức hút và ảnh hưởng nổi bật nhất trong lịch sử nhạc Rock. Anh cũng là tác giả của một vài tập thơ, một đoạn phim tư liệu ngắn và ba video ca nhạc sơ khai ("The Unknown Soldier", "Moonlight Drive" và "People are Strange"). Cái chết của Morrison ở tuổi 27 tại Paris đã làm choáng váng người hâm mộ; những chi tiết liên quan đến cái chết cũng như việc được an táng bí mật của anh là chủ đề của những lời đồn đại kéo dài bất tận và là một phần quan trọng trong những bí ẩn vẫn tiếp tục bao quanh cuộc đời anh.

## Những năm tháng đầu tiên
Thuộc dòng dõi Scotland và Ireland, Jim Morrison là con trai của đô đốc thủy quân George Stephen Morrison và Clara Clark. Cha mẹ anh gặp nhau tại Hawaii năm 1941, nơi mà Steve Morrison, khi đó còn là thiếu uý, đóng quân.
Jim Morrison sinh ngày 8 tháng 12 năm 1943 tại Melbourne, Florida, khoảng 2 năm sau cuộc tấn công Trân Châu Cảng. Sáu tháng sau, Clara Morrison chuyển đến Clearwater, Florida cùng với cậu con nhỏ để sống với bố mẹ chồng (Paul và Caroline Morrison) trong khi chồng bà trở lại Thái Bình Dương ngay trước thời kỳ diễn ra thế chiến thứ II. (Sau đó ông thăng cấp thành đô đốc và chỉ huy hạm đội của địa phương với con tàu đô đốc của mình là USS Bon Homme Richard (CVA-31) trong vụ Vịnh Bắc Bộ. Clara ở lại Florida với con trai; chồng bà không trở về thăm gia đình cho đến tận mùa hè năm 1946. Gia đình Morrison sau đó có thêm 1 bé gái, Anne Robin (sinh năm 1947 tại Albuquerque, New Mexico) và 1 bé trai, Andrew "Andy" Lee (sinh năm 1948 tại Los Altos, California).
Jim đã sống nay đây mai đó vì sự di chuyển liên tục của cha mình, từ Washington tới California, qua cả Albuquerque rồi tới New Mexico. Đến năm 1957, gia đình Morrison đã chuyển nhà lần thứ chín. Tính nết thất thường của anh đã bộc lộ rất sớm qua những trò chơi quái lạ, những câu đùa giỡn, sự bê tha và qua qua cả những bức vẽ thái quá so với lứa tuổi.
Đối với Morrison, một trong những sự kiện quan trọng nhất xảy ra trong cuộc đời anh là vào năm 1949 khi anh còn nhỏ, trong chuyến đi cùng gia đình đến New Mexico, khi anh cùng cha mẹ và ông bà đi ngang qua một vụ tai nạn tại một vùng hoang mạc. Như sau này anh nhắc lại trong ca khúc "Peace Frog"
"Indians scattered on dawn's highway bleeding, 
Ghosts crowd the young child's fragile egg–shell mind."
(Những người Anh-điêng chạy tan tác trên xa lộ đầy máu, 
Những bóng ma vây quanh tâm hồn mỏng manh của đứa trẻ)
Morrison nói rằng anh đã thấy những người Anh-điêng bị chảy máu cho đến chết và điều đó làm anh sợ hãi. Đến mức mà anh đã tin rằng linh hồn của những người Anh-điêng vừa tử nạn đã bay lượn, vây lấy anh và một trong số đó đã lao thẳng vào anh.
Cha mẹ anh đều xác nhận vụ tai nạn trên hoang mạc là chưa bao giờ xảy ra. Trong rất nhiều lần bình luận về tình tiết này, Morrison nói rằng anh đã rất rối loạn khi cha mẹ anh luôn nói rằng đó "chỉ là một cơn ác mộng" để làm anh bình tĩnh lại. Bất chấp vụ tai nạn là thật, là tưởng tượng hay được thêu dệt nên, Morrison vẫn nhắc lại những hình ảnh có liên quan trong những ca khúc, những bài thơ và những cuộc phỏng vấn của anh.
Morrison tốt nghiệp trường trung học George Washington tại Alexandria, Virginia vào tháng 6 năm 1961. Cha anh chuyển đến Nam California vào tháng 8. Morrison được gửi đến sống cùng với ông bà nội tại Clearwater, Florida, nơi anh tham gia những khoá học tại trường thiếu niên St.Petersburg.
Sau đó anh chuyến đến trường ĐH bang Florida (1962 – 1963), một nơi vẫn đầy đủ điều kiện giảng dạy thuận lợi nhưng lại quá xa cho việc đi lại hàng ngày. Do đó Morrison chuyển đến khu nhà ở của trường, nơi mà anh từng là bạn cùng phòng với George Greer, là thẩm phán sau này nổi tiếng với vụ Terri Schiavo.
Tháng 1 năm 1964, được khuyến khích bởi một giáo sư của FSU, Morrison chuyển đến Los Angeles, California nơi anh hoàn thành nốt tấm bằng tốt nghiệp của trường phim UCLA. Jim đã làm 2 bộ phim khi tham gia UCLA. Bộ phim đầu tiên có tên "First Love" sau này được phát hành rộng rãi.

## The Doors
Năm 1965, sau khi có được bằng tốt nghiệp về quay phim tại UCLA, Morrison bắt đầu sống theo phong cách Bohemian ở gần vùng biển Venice. Do chế độ ăn uống quá ít thức ăn nhưng lại thừa chất kích thích, đến năm 1966, Morrison mập lùn trước đây giờ đã biến thành bức tượng Chúa được trạm khắc bằng đá, hình ảnh bất hủ trong serie ảnh đen trắng chụp bởi Joel Brodsky. Được biết tới với cái tên "The Young Lion", chùm ảnh bao gồm cả hình Morrison để ngực trần trong tư thế của Chúa, bức ảnh sau này được dùng làm bìa album Best of The Doors.
Morrison làm ngạc nhiên người bạn đồng môn tại UCLA là Ray Manzarek khi Ray được đọc ca từ trong "Moonlight Drive", và sau đó hai người đã thành lập nên The Doors. Ban nhạc nhanh chóng có thêm sự tham gia của tay trống John Densmore. Guitarist Robby Krieger đánh thử nhạc qua lời giới thiệu của Densmore cũng ngay lập tức tham gia vào nhóm.
Trong khi đa số tin rằng The Doors được đặt tên từ tựa sách "The Doors of Perception" của Aldous Huxley, thì tựa sách của Huxley lại là câu trích dẫn từ tác phẩm "The Marriage of Heaven and Hell" của William Blake, trong đó Blake đã viết "If the doors of perception were cleansed everything would appear to man as it is, infinite." (Nếu những cánh cửa của nhận thức được giữ sạch sẽ, mọi thứ sẽ hiện ra với con người đúng với bản chất của nó, là vô hạn). Tuy nhiên, có vẻ như The Doors đã lấy tên theo sách của Huxley, cuốn sách viết về những trải nghiệm với ma tuý.
Âm thanh của The Doors là sự sáng tạo có ý nghĩa to lớn, vượt trội với giọng nam trung của Morrison tương phản với tiếng đàn keyboard của Manzarek, tiếng guitar mang phong cách flamenco có ảnh hưởng nhạc cổ điển của Krieger và tiếng trống giòn, biến đổi của Densmore. The Doors là độc nhất vô nhị vì họ không có cây guitar bass trong đội hình. Manzarek đảm nhận những âm bass với chiếc keyboard bass hiệu Fender mới ra đời lúc đó, một loại đàn piano điện tử nhỏ gam trầm của nhãn hiệu nổi tiếng Fender Rhodes. Cho dù nhóm có thêm vào những thu âm tại studio với những tay bass (có cả Lonnie Mack), The Doors vẫn xuất hiện là nhóm nhạc 4 thành viên trong các buổi trình diễn, ngoại trừ những dịp họ có sự tham gia của những khách mời đặc biệt như John Sebastian.
Tháng 6 năm 1966, một cuộc gặp mặt quan trong đã diễn ra, ở hộp đêm nổi tiếng Whisky-A-Go-Go khi The Doors mở màn cho nhóm nhạc Ireland, Them, với trưởng nhóm là Van Morrison. Theo Ray Manzarek, trong cuốn sách của mình, Light My Fire: "Van khiến Jim như chết đứng. Jim học theo từng bước đi của anh. Jim dõi theo anh một cách chăm chú...đêm cuối cùng...nhìn tất cả chúng tôi bị kẹt chặt giữa đám đông khổng lồ...Jim Morrison và Van Morrison cùng xuất hiện trên sân khấu. Và họ hát "Gloria" "
Có thể nói The Doors đã mở tung ra một khoảng trời mới cho nhạc rock, những ca từ phức tạp, siêu thực, giàu tính hình tượng của Morrison khám phá những chủ đề về tình dục, những điều thần bí, ma tuý, giết người, chứng điên cuồng và cái chết. Mặc dù Morrison được biết tới như là người sáng tác ca từ cho nhóm, nhưng Krieger cũng có những đóng góp nổi bật, viết hay đồng sáng tác một vài hit đáng nhớ nhất của nhóm, đáng kể là "Light My Fire" Clip, "Love Me Two Times" và "Touch Me".
Sự giáo dục từ trường đào tạo phim ảnh đối với Morrison và Manzarek đã sớm có những ảnh hưởng lên sự nghiệp của band. Vài thập kỷ trước khi video ca nhạc trở nên phổ biến, Morrison và The Doors đã sản xuất một phim quảng cáo cho "Break On Through", cũng là single phát hành đầu tiên của họ. Video này giới thiệu bốn thành viên chơi nhạc với một cảnh quay tối, các góc quay thay đổi xen kẽ và chiếu gần vào người trình diễn khi Morrison hát lip phần lời. Morrison và The Doors tiếp tục làm những video ca nhạc sáng tạo, bao gồm những video cho "The Unknown Soldier", "Moonlight Drive" và "People Are Strange".
The Doors lần đầu được nhắc tới ở tầm quốc gia là vào mùa xuân năm 1967 sau khi ký hợp đồng với nhãn hiệu Elektra Records. Single "Light My Fire", viết bởi Krieger, đạt vị trí số một vào tháng 6 năm 1967. Ba tháng sau, The Doors xuất hiện trong Ed Sullivan Show, serie truyền hình nổi tiếng tối Chủ nhật mà trước đó đã từng giới thiệu Elvis Presley và The Beatles đến với nước Mĩ. Theo phim của Oliver Stone về The Doors, mọi việc đã trở nên xấu đi sau khi những nhà kiểm duyệt cứ khăng khăng đòi thay đổi ca từ của "Light My Fire" từ "Girl we couldn't get much higher" thành "Girl we couldn't get much better" bởi vì ca từ gốc có ý nhắc tới ma túy. Cảnh quay gốc cho thấy Jim Morrison không nhấn mạnh từ "higher" mà thay vào đó là "fire", làm nảy sinh ý nghĩ rằng Morrison có ý định nhắc lại với người nghe vụ hoả hoạn ở số 12 phố Riot vào tháng 7 năm 1967 nơi mà lửa đã lan từ tây nam Detroit sang mạn Đông.
Đưa ra lời đảm bảo với chủ nhà Ed Sullivan, nhưng Morrison vẫn hát những ca từ gốc trong buổi chiếu trực tiếp trên TV. Sullivan phát điên đến mức từ chối bắt tay họ sau buổi diễn. Sau đó họ không bao giờ được mời trở lại. Về điều này, Jim phát biểu: "Đã sao? Dù gì chúng tôi cũng đã tham gia Ed Sullivan Show".
Vào thời điểm phát hành album thứ hai, Strange Day, The Doors đã trở thành một trong những ban nhạc rock nổi tiếng nhất nước Mĩ. Âm thanh pha trộn giữa Blues và Rock đầy ảo giác của họ chưa bao giờ được nghe tới trước đó. Vốn ca khúc của The Doors nhìn chung bao gồm cả thành công của những ca khúc gốc cũng như những bản cover đặc biệt, như phần thể hiện đáng nhớ của "Alabama Song"- bản operetta của Bertolt Brecht và Kurt Weill, "Rise and Fall of the City of Mahagonny".
Bộ tứ cũng khai phá một vùng đất mới trong nhạc rock với những tác phẩm kéo dài về thời gian bao gồm bản anh hùng ca "The End" và "When The Music's Over", và tổ khúc mở rộng mà họ đã chơi trong các buổi trình diễn "Celebration of the Lizard".
Năm 1968, The Doors phát hành album LP thứ ba của họ, "Waiting for the Sun". Thực ra, trong quá trình sản xuất, Morrison đã thuyết phục các thành viên còn lại của nhóm cũng như nhà sản xuất về việc thu âm một "concept album". Với mặt thứ nhất, họ đã thu âm chủ yếu là những ca khúc rock dài khoảng 3 phút, trong khi mặt thứ hai họ đã thu âm toàn bộ phần trình diễn tổ khúc mở rộng "Celebration of the Lizard". Tuy nhiên, cuối cùng quyết định ngược lại đã được đưa ra bởi hãng đĩa của họ là Elektra Records. Sau đó, chỉ có một đoạn ngắn trong "Celebration of the Lizard" với cái tên "Not To Touch The Earth" được đưa vào album LP cuối cùng. Theo thông thường ca khúc điểm nhấn được mở rộng sẽ ở cuối album, "Waiting for the Sun" đã kết thúc với ca khúc dài 5 phút là "Five To One".
Vào thời điểm này, The Doors đã có tất cả nhưng họ cũng đã cạn kiệt những ca khúc dự trữ mà Morrison đã viết. Những bài thơ anh viết trước đây và câu chữ từ những cuốn sách anh yêu thích đã cung cấp chất liệu cho 3 album đầu tiên của họ. Trong khi đó, quan điểm của Morrison về nhạc rock, về khán giả cũng như bệnh ngôi sao đã bắt đầu xuất hiện. Anh trở nên ngày một đối nghịch với người hâm mộ, với những tiếng la hét đòi nghe những hit quá quen thuộc qua sóng radio như "Light My Fire" hay "Love Me Two Times" cũng như không ai chịu nhận thấy giá trị của những khám phá của anh trong sáng tác thơ hay trình diễn kịch.
Điều này có vẻ không ảnh hưởng nhiều đến Morrison hay The Doors, khi mà album thứ tư của họ, "The Soft Parade", nặng về phần phối nhạc và thể hiện những âm thanh của Pop nhiều hơn. Đây cũng là album đầu tiên mà mỗi thành viên trong nhóm đưa ra những xác nhận trong nội bộ về việc ca khúc nào do ai sáng tác. Phần lớn của quyết định này là dành cho những thành viên muốn có tên mình kèm theo những hit trên sóng phát thanh, cũng là để Robbie Krieger tìm kiếm một khoản tiền cho việc đóng góp nhiều hơn vào album trong suốt thời gian Morrison thờ ơ và vắng mặt.
"The Soft Parade" bị chỉ trích rộng rãi trên các phương tiện truyền thông, vì sự xa lánh của fan hâm mộ khi họ đã mong đợi quá nhiều ở The Doors, cũng vì sự nhạt nhẽo của nó khi đem ra so sánh với những cống hiến ban đầu của The Doors. Ca từ của Morrison cũng nhận phải nhiều chỉ trích của báo giới.
Morrison sống buông thả cùng với câu văn thường được nhắc lại của Blake, "The road of excess leads to the palace of wisdom" (Con đường của sự thái quá sẽ dẫn đến lâu đài của sự khôn ngoan). Ngay cả trước khi The Doors được thành lập, Morrison đã dùng rất nhiều LSD nhưng nhanh chóng chuyển sang rượu, thứ đã huỷ hoại sức khoẻ của anh. Anh cũng gián tiếp mắc một số chứng nghiện rượu. Càng ngày anh càng để lộ ra những lần say sưa ngay trong khi thu âm (Người ta thậm chí còn nghe tiếng Anh nấc trong ca khúc "Five To One") cũng như đến muộn giờ trong những buổi biểu diễn trực tiếp, điều này đã khiến band phải câu giờ trên sân khấu với việc chỉ đánh nhạc hay đôi khi Ray Manzarek phải đảm nhận vai trò ca sĩ bất đắc dĩ. Những lần quá đà và sự thờ ơ đã làm xấu đi hình ảnh của Morrison và band của anh.
Năm 1969, chàng ca sĩ mảnh khảnh trước đây bắt đầu phát phì vì uống quá nhiều rượu. Mặc dù bìa trước của album "Absolutely Live" năm 1970 mô tả một Morrison "mày râu nhẵn nhụi, áo quần bảnh bao" nhưng thực ra đó là bức hình của 2 năm về trước. Trong thời gian thực hiện tour diễn để thu âm live album, Morrison đã tăng 20 pound ~ 9 cân (175 pounds ~ 80 cân). Anh đã cố gắng tách mình khỏi hình ảnh "Vua Thạch Sùng" bằng cách để râu và mặc những đồ thụng, quần jeans và T-shirt thông thường.
Suốt buổi trình diễn tại The Dinner Key Auditorium ở Miami, người ta thấy một Morrison say xỉn ra sức khuấy động khán giả. Anh đã thất bại, nhưng thay vào đó lệnh bắt giữ của cảnh sát về tội gây rối trật tự đã được ban hành khoảng 3 ngày sau đó trong khi band đang đi nghỉ ở Jamaica. Cuối cùng Morrison bị kết án gây rối trật tự và báng bổ công chúng. Vấp ngã với sự kiện này dẫn đến hậu quả là sự phản đối của công chúng và nhiều buổi diễn đã lên lịch của The Doors buộc phải huỷ bỏ.
Sau vụ việc của Morrison và những lời chỉ trích dữ dội dành cho "The Soft Parade", không thể ngờ là The Doors lại tiếp tục với những âm thanh mà họ đã tạo ra trong "The Soft Parade" với việc phát hành "Morrison Hotel". Album thể hiện một chút âm hưởng của pop-blues và những ca từ dễ nghe hơn đã thế chỗ cho những ca từ dữ dội, sâu thẳm đậm chất thơ như trong "The End". "Morrison Hotel" thể hiện những ca từ dễ tiếp cận hơn rất nhiều. Vì mang tính chất thương mại nhiều hơn, "Morrison Hotel" cũng đã đưa The Doors quay trở lại với các bảng xếp hạng.
Sau thời gian dài tan vỡ, nhóm nhạc tái hợp vào tháng 10 năm 1970 để thu âm Album được chứng minh là album cuối cùng của họ với Morrison, album "L.A Woman". Nó trở thành đỉnh cao nhất của The Doors cùng với những âm thanh mới mang tính thương mại, thể hiện những âm thanh êm dịu của nhạc cụ vùng Nam California cùng với lyric mang phong cách "Bubblegum-pop", như những câu hát đơn điệu vô nghĩa trong "Mr.Mojo Risin'" (một trong những biệt hiệu của Morrison). Album "L.A Woman" bên cạnh ca khúc cùng tên còn có "Texas Radio and the Big Beat", "Been Down So Long", "The Changeling" và "Riders on the Storm", ca khúc với những âm thanh thương mại đã ngay lập tức trở thành tiết mục chủ yếu trên sóng FM.
"L.A Woman" cũng chứng kiến một thay đổi lớn khác trong sự nghiệp thu âm của nhóm. Không lâu sau khi công việc bắt đầu, nhà sản xuất Paul A.Rothchild, người đã chứng kiến tất cả những thu âm trước đây của nhóm, rút ra khỏi dự án do không hứng thú với chất liệu âm thanh mới của nhóm, cái mà ông gọi là "thứ âm nhạc vật vờ". Kĩ sư làm việc lâu năm cùng nhóm là Bruce Botnick vào thế chỗ. Một vài đoạn hát của Morrison được thực hiện trong phòng tắm tại văn phòng của The Doors do có được hiệu quả tiếng vang nổi bật, và đặc biệt có liên quan đến chất lượng của những âm thanh dội ngược lại.
The Doors đi theo khuôn mẫu của rất nhiều band rock chơi nhạc ảo giác ở dưới đường ngầm hay trong garage của những năm 1960. Những ca khúc đầu tiên của The Doors thể hiện ca từ đầy ý nghĩa, dữ dội và đầy thách thức đối với người nghe, và âm thanh dứt khoát là non-pop. Tuy nhiên, đến những năm 1970, The Doors trở nên thương mại hoá cũng giống như hard rock thời đó.
Morrison có rất nhiều nickname nổi tiếng. "Mr.Mojo Risin'" -đảo chữ cái từ tên của anh - được sử dụng như một điệp khúc ở phần cuối của single "L.A Woman" và "The Lizard King" từ câu thơ trong thiên sử thi nổi tiếng của anh là "Celebration of the Lizard", một phần của nó đã xuất hiện trong album năm 1968 của The Doors "Waiting for the Sun" và cuối cùng được ghi lại đầy đủ trong album "Absolutely Live" phát hành năm 1970. "Absolutely Live" được biên tập từ những đoạn băng ghi trực tiếp tại một số địa điểm khác nhau như Los Angeles, Detroit, New York, Philadelphia và Pittburgh.

## Những nỗ lực solo: Thơ và Phim ảnh
Morrison bắt đầu viết từ khi còn nhỏ. Ở trường học, anh rất hứng thú với sân khấu, phim ảnh và quay phim.
Mặc dù Morrison được biết đến là ca sĩ và người viết ca khúc, anh vẫn gặp phải những khó khăn khi tìm kiếm một nhà phát hành thơ cho mình. Anh tự xuất bản 2 tập thơ mỏng năm 1969, The Lord/Notes on Vision và The New Creatures. Cả hai đều đề tặng "Pamela Susan" (Courson). 2 tập thơ được xuất bản là tất cả trong sự nghiệp viết lách của Morrison.
The Lord gồm chủ yếu là những miêu tả ngắn gọn về địa danh, con người, sự kiện và suy nghĩ của Morrison về điện ảnh. Chúng thường được đọc thành những đoạn văn xuôi ngắn gắn kết với nhau bởi một thứ gì đó không phải đơn thuần chỉ là những trang giấy. McClure mô tả tập thơ như là sự tái dựng lại luận văn ở trường phim UCLA của Morrison. The New Creatures có cấu trúc, cảm xúc cũng như cách thể hiện mang chất thơ nhiều hơn The Lord. Cả hai tập thơ sau này được kết hợp trong một tập thơ lấy tên "The Lord and The New Creatures".
Rất lâu sau, khi anh đã chết, 2 tập thơ được xuất bản, cả hai được tuyển chọn và sắp xếp bởi bạn bè của Morrison, nhiếp ảnh gia Frank Lisciandro, và cha mẹ của Courson, những người có được bản quyền những bài thơ của anh. "The Lost Writings of Jim Morrison" tập 1 được đặt tựa "Wilderness" và ngay khi được xuất bản năm 1988, nó đã trở thành cuốn sách bán chạy nhất của tờ New York Times. Tập 2, "The American Night", phát hành năm 1990 cũng rất thành công.
Morrison thu âm thơ của mình trong những studio với âm thanh chuyên nghiệp vào 2 dịp khác nhau. Lần đầu là vào tháng 3 năm 1969 tại Los Angeles và lần thứ hai là ngày 8 tháng 12 năm 1970, ở sinh nhật thứ 27 của anh. Lần thu âm thứ hai có sự góp mặt của những bạn bè riêng của Morrison và bao gồm cả vài đoạn kịch ngắn. Vài phần của đoạn băng ghi năm 1969 cho đến nay vẫn chưa được phát hành và vẫn thuộc bản quyền của gia đình Courson.
Nỗ lực liên quan tới điện ảnh nổi tiếng nhất nhưng cũng hiếm khi được biết tới nhất của Morrison là HWY, một dự án bắt đầu năm 1969. Morrison tự bỏ vốn cho cuộc phiêu lưu này và thành lập công ty sản xuất riêng để duy trì sự độc lập hoàn toàn trong quá trình làm phim. Anh có được sự giúp đỡ của Paul Ferrara, Frank Lisciandro và Babe Hill. Là một bộ phim nhiều hơn là một thương vụ, Morrison vào vai một kẻ tứ cố vô thân lập dị, từ người đi nhờ xe biến thành tên giết người cướp xe. Một tính cách giống hệt hay cũng tương tự như vậy được nhắc lại một cách bóng gió trong "Riders on the Storm". Morrison đã nói người bạn của anh là nhà soạn nhạc kiêm nghệ sĩ dương cầm Fred Myrow chọn một soundtrack cho phim. Bộ phim cho thấy sự ảnh hưởng từ những nhà sản xuất kiêm đạo diễn của những phim nghệ thuật độc lập như Andy Warhol, Michelangelo Antonioni và Jean-Luc Godard. (HWY trên YouTube)
Morrison được khuyến khích tin vào giá trị những bài thơ của anh bởi một người bạn thân, cũng là một nhà thơ, Micheal McClure. McClure sau này viết lời bạt cho cuốn tiểu sử về Morrison do Danny Sugerman viết. Anh bày tỏ sự thương xót với cái chết của người bạn cũng như hình ảnh về một nhà thơ bị lãng quên. Cũng có tin McClure và Morrison cùng cộng tác trong một số dự án phim không được thực hiện bao gồm một bộ phim chuyển thể từ vở kịch của McClure là "The Beard" trong đó Morrison vào vai tên cướp Billy The Kid.

## Đời sống cá nhân
Gia đình của Morrison
Tuổi thơ của Morrison là cuộc sống nay đây mai đó như những gia đình thuộc quân đội khác. Jerry Hopkins từng ghi lại lời của em trai Morrison là Andy rằng cha mẹ họ luôn xác định là không bao giờ dùng những hình phạt về thể xác với con cái, thay vào đó là việc rèn luyện kỷ luật và trừng phạt theo truyền thống quân đội bằng cách trách mắng thật nghiêm khắc. Nghĩa là họ sẽ mắng lớn tiếng và nghiêm trách với bọn trẻ cho đến khi chúng phát khóc và ý thức được về lỗi lầm của mình. Andy nói rằng anh chẳng bao giờ kìm nổi việc khóc lóc nhưng anh trai của anh thì chưa bao giờ rơi một giọt nước mắt.
Những người viết tiểu sử đã ghi lại rằng suốt thời trai trẻ, Morrison là một đứa con biết nghe lời và lễ phép, cũng là một đứa trẻ rất tuyệt ở trường, rất thích bơi lội và nhiều hoạt động ngoại khoá khác. Cha mẹ đã hi vọng anh sẽ tiếp bước vào quân đội như cha anh, có đôi lần, Morrison còn rất hăm hở ganh đua cùng cha anh khi dự định vào học tại Học viện Hải quân Hoa Kỳ tại Annapolis, Maryland.
Từ khi còn trẻ, Morrison đã uống rượu và đã gắn chặt cuộc đời mình với chứng nghiện rượu và sự lạm dụng quá mức. Anh thường đổ gục trong lớp học và trở thành vấn đề về mặt kỷ luật của lớp.
Khi Morrison tốt nghiệp từ UCLA, anh hầu như cắt đứt liên lạc với gia đình. Khi mà âm nhạc của Morrison chễm chệ trên top của các bảng xếp hạng vào năm 1967, anh đã không liên lạc với gia đình được hơn một năm và còn quá quắt hơn khi cho rằng cha mẹ và anh chị em của mình đều đã chết. Thông tin sai lệch này được công bố như một phần của những chất liệu được sử dụng trong album đầu tiên của The Doors.
Trong bức thư ngày 2 tháng 10 năm 1970 gửi tới văn phòng của Hội đồng phụ trách vấn đề theo dõi giáo dục phạm nhân được tạm tha của Florida,, cha của Morrison xác nhận việc cắt đứt liên lạc thông tin với gia đình là kết quả của những cuộc cãi vã xung quanh những đánh giá của ông về tài năng âm nhạc của con trai. Ông nói rằng ông không thể đổ lỗi cho con trai đã không chịu là người liên lạc trước. Ông nhấn mạnh rằng ông đã nghĩ Morrison "vẫn cơ bản là một công dân đứng đắn" và ông tự hào về sự tiến bộ của con trai.
Các mối quan hệ tình cảm
Morrison gặp bạn gái lâu nhất của anh là Pamela Courson trước khi anh có được bất kỳ sự nổi tiếng hay may mắn nào và cô đã khuyến khích anh phát triển về viết thơ. Lúc đó, Courson đã dùng tên của Morrison với sự đồng ý của anh. Sau cái chết của Courson năm 1974, Tòa án California quyết định cô và Morrison có đủ tư cách vợ chồng theo như luật hôn nhân thông thường.
Tuy nhiên quan hệ giữa Courson và Morrison là một mối quan hệ nhiều trắc trở với những cuộc cãi vã to tiếng thường xuyên, những thời kỳ sống ly thân tiếp theo những lần tái hợp đầy nước mắt. Người viết tiểu sử The Doors là Danny Sugerman phỏng đoán rằng một phần những khó khăn của họ phát sinh từ mâu thuẫn giữa lời hứa của mỗi người về một mối quan hệ "mở" và những hậu quả do chính mối quan hệ này gây ra.
Năm 1970, Morrison làm lễ đính hôn theo phong tục tà giáo Celtic với nhà phê bình nhạc rock và tác giả viết sách khoa học viễn tưởng Patricia Kennealy. Trước mọi sự chứng kiến, trong đó có một Trưởng lão, 2 người cùng ký vào một văn bản xác nhận họ đã cưới, tuy nhiên, không có bất cứ một giấy tờ hợp pháp cần thiết nào được sử dụng trong buổi lễ. Kennealy thuật lại những gì đã trải qua với Morrison trong cuốn tự truyện "Strange Day: My Life With and Without Jim Morrison" và trong một cuộc phỏng vấn được ghi lại trong cuốn sách "Rock Wives".
Morrison cũng thường ngủ với fan và có những cuộc tình chớp nhoáng với những phụ nữ nổi tiếng, trong đó có một với Nico của nhóm Velvet Underground, một cuộc tình một đêm với ca sĩ Grace Slick của nhóm Jefferson Airplane, một cuộc tình đớp-nhả-đớp-nhả với chủ bút của tạp chí "16 magazine" là Gloria Stavers và một cuộc gặp gỡ bị cho là "trong lúc quá chén" với Janis Joplin mà sau đó đã khiến Joplin rất đau khổ. Judy Huddleston cũng nhắc lại mối quan hệ của cô với Morrison trong "Living and Dying with Jim Morrison". Khi anh chết, có tin nói rằng có khoảng 20 mối quan hệ cha con chưa được giải quyết, tuy nhiên không có lá đơn nào từ phía những nguyên đơn chống lại di chúc thừa kế của anh và người duy nhất đâm đơn công khai nhận là con trai của Morrison thì bị chứng minh là lừa đảo.

## Cái chết của Vua Thạch Sùng
Morrison chuyển đến Paris tháng 3 năm 1971 với dự định dừng biểu diễn và tập trung cho việc sáng tác. Hi vọng đưa cuộc đời quay trở lại đúng hướng, Morrison đã giảm cân khá nhiều và cạo sạch râu (tuy nhiên, tấm hình cuối cùng của anh cho thấy khá nhiều khối u – triệu chứng thường thấy của nhồi máu cơ tim). Nhìn chung anh trở nên rất suy nhược khi ở Paris. Anh rất ngưỡng mộ kiến trúc của thành phố khi nói rằng "Khi họ xây dựng nên thành phố này, họ đã quẳng đi bản thiết kế trong cuộc phỏng vấn của một nhà báo Los Angeles mùa hè 1971."
Anh qua đời vào ngày 3 tháng 7 năm 1971 ở tuổi 27 và được phát hiện chết trong bồn tắm bởi Courson. Theo tiểu sử Morrison của Stephen Davis, có báo cáo cho rằng máu ở quanh miệng và mũi của anh đã khô và có một vết tím lớn ở ngực. Điều này gợi ra giả thuyết Morrison chết vì xuất huyết quá nhiều do bệnh lao. Rất nhiều fan và những người viết tiểu sử đã suy đoán nguyên nhân của cái chết là dùng ma tuý quá liều, nhưng bản báo cáo chính thức cho biết nguyên nhân là do trụy tim. Theo luật của Pháp, không có cuộc xét nghiệm tử thi nào được tiến hành vì giám định y khoa không tìm được bằng chứng của sự gian trá nào. Chính do không có một cuộc xét nghiệm tử thi chính thức nào mà rất nhiều câu hỏi đặt ra đã không được trả lời và tạo ra một mảnh đất màu mỡ cho những suy đoán và những tin đồn.
Trong tiểu thuyết tự truyện "Wonderland Avenue", Danny Sugerman thuật lại rằng anh có một cuộc gặp mặt ngắn với Courson khi cô quay trở lại Mĩ vào giữa thập niên 1970. Theo mô tả của Danny, Courson đã nói với anh rằng Morrison thực ra đã chết do dùng ma tuý quá liều khi anh hít rất nhiều một chất được tin là cocaine. Sugerman nói thêm rằng Courson cũng đã đưa ra nhiều giả thuyết trái ngược về cái chết của Morrison nhưng phần lớn người hâm mộ chấp nhận giả thuyết dùng heroin quá liều. Courson cũng chết do dùng heroin quá liều vài năm sau đó. Cũng giống như Morrison, cô chết ở tuổi 27. Morrison nói rằng anh quay trở lại Paris thực ra là để quên đi chuyện với cha anh (để "quá khứ trở thành chuyện đã qua"). Vài tuần trước khi chết, anh đã gọi đồng đội trong The Doors, John Densmore và hỏi album mới nhất được đón nhận ra sao, và khi Densmore trả lời rằng nó có được thứ hạng tốt trên các bảng xếp hạng, Morrison đáp lại rằng: "nếu họ thích nó, hãy chờ đợi và họ sẽ được nghe những gì tôi nghĩ ở album tiếp theo." Trong cuốn tự truyện của Densmore "Riders on the Storm", tay trống đã lý giải rằng Morrison đã dùng ma tuý dưới dạng lỏng, bước vào bồn tắm và tự sát.
Morrison được an táng ở nghĩa trang nổi tiếng Père Lachaise ở phía đông Paris. Trong quá khứ, một số fan của anh đã để lại rác rưởi, những hình vẽ graffiti, những chai rượu và lá thuốc phiện sau mỗi lần viếng thăm. Ban đầu, ngôi mộ có một phiến đá khắc tên Jim Morrison, ở trên là một bức tượng bán thân của anh (sau này bị rời đi). Nhiều gia đình có phần mộ gần đó đã phàn nàn về những sự mạo phạm xung quanh khu mộ, nhiều người trông đợi rằng di hài của Morrison sẽ bắt buộc phải chuyển vị trí khi hợp đồng thuê đất 30 năm hết hạn. Những nhà chức trách của Paris đã phủ nhận những dự định này, và gia đình Morrison cũng đàm phán thoả thuận với nghĩa trang để anh được yên nghỉ vĩnh viễn tại đây. Một nhân viên của nghĩa trang luôn túc trực ở khu mộ để đảm bảo rằng sẽ không có những sự mạo phạm tái diễn. Phần mộ của Morrison nằm giữa những khu mộ nổi tiếng của nghĩa trang và trở thành một trong những điểm du lịch nổi tiếng nhất của Paris bên cạnh các địa danh khác như Tháp Eiffel, Notre Dame và Louvre. Năm 1993, cha mẹ anh viếng thăm và tiến hành thoả thuận với một công ty vệ sinh để xoá hết những hình graffiti quanh thạch mộ.
Thạch mộ của Morrison có khắc một dòng chữ Hy Lạp (ΚΑΤΑ ΤΟΝ ΔΑΙΜΟΝΑ ΕΑΥΤΟΥ). Ý nghĩa ban đầu của dòng chữ mà gia đình Morrison định lựa chọn là "True to his own spirit". Cha của Morrison chọn và tự mình phác thảo những dòng chữ trên mộ. Nghĩa đen là "according to his own daimon", một từ Hy Lạp cổ ám chỉ một vị thần nhỏ, một linh hồn hộ mệnh, sự may mắn, ngôi sao chiếu mệnh hay những gì tương tự mà không mang ý nghĩa xấu hay tiêu cực. Rất nhiều sự phiên dịch sai lầm về dòng chữ đã xuất hiện, bao gồm "down with his own demons", "burnt by his demons" và "with the devil himself".
Một số nhà lý luận lại cho rằng Morrison không chết ở Paris. Sự thật là chỉ có hai người (ngoài cảnh sát, nhân viên cấp cứu và người lo ma chay) giữ cho những tin đồn tồn tại gần 30 năm khi thừa nhận với báo chí rằng họ thấy thi thể của anh. Trong suốt cuộc đời của Morrison, đã có rất nhiều tin đồn rằng anh đã bị giết trong một tai nạn ôtô hay chết do dùng ma tuý quá liều. Trước ngày cái chết của anh được thông báo, báo chí nói rằng Morrison đã "rất yếu" và đang an dưỡng ở một bệnh viện không tên ở Pháp, điều này cũng thêm vào những nghi vấn.
Trong cuốn "The Lizard King", Jerry Hopkins thuật lại, ngay trước khi The Doors gặt hái được những thành công đáng nhớ, Morrison đã đùa rằng anh ta sẽ tạo ra một cái chết giả để thông báo với công chúng. Theo một vài người bạn và thành viên trong ban nhạc, mỗi lần The Doors gặt hái những thành công đáng ghi nhận, công chúng dường như không thể chờ lâu hơn nữa. Sau đó Morrison nói rằng anh muốn tạo một cái chết giả rồi chuyển đến châu Phi để chạy trốn sự xoi mói vây quanh mỗi chuyển động của anh. Anh nói với họ rằng nếu anh có thể thành công với mưu mẹo của mình, anh sẽ viết thư cho họ dưới bút danh chơi chữ là "Mr. Mojo Risin". Một vụ mất tích tương tự cũng diễn ra với một trong những nhà thơ Pháp mà Morrison yêu thích là Arthur Rimbaud. Theo Krieger và những thành viên The Doors khác, họ không hề nhận được một bức thư nào.
Một phim tài liệu của Pháp năm 2006, từ serie có tên "Death of an Idol" bao gồm những cuộc phỏng vấn nhiều người liên quan tới cái chết của Morrison, có cả người quản lý của The Doors là Bill Siddons. Siddons, khi đó mới 22 tuổi, chưa bao giờ thực sự thấy thi hài và giải thích rằng đơn giản là ông quá trẻ và bị lấn át khi yêu cầu được nhìn thi hài.
Cuốn phim có những đoạn phỏng vấn vài người Paris đã thừa nhận họ trông thấy Morrison ở một hộp đêm ở Paris là Rock and Roll Circus, nơi được biết đến như là địa điểm của những kẻ buôn bán ma tuý. Quản lý hộp đêm thừa nhận có nhìn thấy Morrison tối hôm đó. Một phụ nữ Paris, Nicole Gosselin cũng xác nhận bà trông thấy Morrison ở CLB vào chiều ngày 2 tháng 7 năm 1971. Rõ ràng có một chuyến xuống hàng heroin đúng vào chiều hôm đó và Morrison đã tìm mua một ít. Ngay sau khi hàng được chuyển đến, Gosselin nói rằng bà thấy Morrison ở gần toilet của CLB và anh băng qua bức tường với khuôn mặt trắng bệch. Gosselin cũng nói rằng bánh heroin có tác dụng mạnh và bà đã biết người bán nó cho Morrison. Vài người đã đưa anh khỏi club vào trong một chiếc taxi, có thể là đưa anh trở lại chỗ ở. Có thể điều này giải thích tại sao Morrison được tìm thấy trong bồn tắm, vì đây là một cách hồi sức cổ điển của những nạn nhân dùng ma tuý quá liều.
Cuốn phim cũng nói về người lính cứu hoả đến khu nhà của Morrison vào sớm ngày 3 tháng 7. Người này xác nhận trông thấy thi thể của Morrison, cùng với vài tia máu xót lại trên mũi. Thực tế là Morrison là người nghiện rượu có hiểu biết, nhồi thêm nhiều heroin vào thể tạng vốn đã ốm yếu của anh là một sự pha trộn chết người (heroin và rượu rất dễ gây chết người khi được pha trộn với lượng vừa đủ)
Những suy đoán về nguyên nhân cũng như sự thật về cái chết của Morrison vẫn tiếp tục giữ vai trò lớn trong những bí ẩn về Morrison. Những tin đồn vẫn nhan nhản cho rằng Morrison tự sát, bị ám sát bởi CIA, chết trong toilet của Rock and Roll Circus hay rất nhiều những tin đồn khác. Vẫn có những tin đồn khăng khăng rằng anh vẫn sống có thể ở Ấn Độ, châu Phi, Nam Mĩ, thành một cao bồi ở Oregon, New Jersey hay đang ẩn tích ở bắc Dakota. Huyền thoại về Morrison đã tự nó tồn tại qua nhiều năm.